# Hercegovac
Hercegovac je općina u Hrvatskoj.

## Zemljopis
Hercegovac se nalazi na 17º 01' istočne zemljopisne dužine 45º 40' sjeverne zemljopisne širine. Srednja nadmorska visina iznosi 138 metara. Položaj Hercegovca je sjever–jug, 3 kilometara udaljen od rijeke Ilove. Rijeka Ilova je granica Slavonije i Moslavine. Hercegovac se nalazi u Moslavini. Klima je umjereno kontinentalna jednako kao i u sjevernim dijelovima Hrvatske, srednja ljetna temperatura iznosi +20 do +23º Celzija, a zimska od 0 do 2 stupnja. Mjesto se nalazi na prometnici D45 prema Kutini i Zagrebu, a nalazi se na sredini između Bjelovara, Daruvara i Kutine. Mjesto Hercegovac je naselje koje nije isključivo poljoprivredno nego je razvijena i privreda.

## Stanovništvo
Po popisu stanovništva iz 2001. godine općina Hercegovac imala je 2791 stanovnika te 935 obiteljskih kućanstava, raspoređenih u 5 naselja:
- Hercegovac – 1267
- Ilovski Klokočevac – 172
- Ladislav – 468
- Palešnik – 547
- Velika Trnava – 337

Po nacionalnoj strukturi u Općini Hercegovac obitava 86,92 % Hrvata, 9,69 % Čeha, 1,15 % Mađara, 0,79 % Srba, a 1,54 % otpada na ostale narodnosti.
| broj stanovnika | 3054  | 2974  | 2772  | 3686  | 3795  | 3892  | 3945  | 4013  | 3838  | 3842  | 3790  | 3498  | 3186  | 3143  | 2791  | 2383  | 1910  |
|                 | 1857. | 1869. | 1880. | 1890. | 1900. | 1910. | 1921. | 1931. | 1948. | 1953. | 1961. | 1971. | 1981. | 1991. | 2001. | 2011. | 2021. |

### Hercegovac (naselje)
- 2001. – 1267
- 1991. – 1447 (Hrvati – 981, Srbi – 34, Jugoslaveni – 16, ostali – 416)
- 1981. – 1329 (Hrvati – 805, Jugoslaveni – 86, Srbi – 50, ostali – 388)
- 1971. – 1385 (Hrvati – 856, Srbi – 34, Jugoslaveni – 10, ostali – 485)

Prema popisu stanovništva iz 2001. godine, naselje je imalo 1267 stanovnika te 456 obiteljskih kućanstava.
| broj stanovnika | 817   | 776   | 721   | 1076  | 1079  | 1198  | 1301  | 1291  | 1237  | 1321  | 1475  | 1385  | 1329  | 1447  | 1267  | 1058  | 857   |
|                 | 1857. | 1869. | 1880. | 1890. | 1900. | 1910. | 1921. | 1931. | 1948. | 1953. | 1961. | 1971. | 1981. | 1991. | 2001. | 2011. | 2021. |

## Povijest
Nakon 1565. Turci su nakratko u tvrđavi Crna Reka (naselje smješteno nedaleko od današnjeg Hercegovca) smjestili sjedište sandžaka, pošto su ga povukli iz Čazme i prije nego što će ga preseliti u Pakrac i Cernik. Hrvatski ban Toma II. Erdödy uspio je 15. kolovoza 1591., nakon tri dana opsade Moslavine, osloboditi obiteljsko sijelo i otjerati Turke.
Dokaze o turskim aktivnostima na području Crne Reke pružila su arheološka nalazišta otkrivena u razdoblju između dva svjetska rata. Godine 1967. snimljen je i dokumentarni film "Turska osvajanja na području Moslavine" u kojem se pojavljuju mještani Mladen Maksimović i Siniša Bosanac koji su otkrili lokalitet. Lokalitet se sastoji od ostataka građevina i vojne opreme koji se danas čuvaju u zavičajnom muzeju Moslavina u Kutini.
Imenom Hercegovac se spominje 1730. godine. Dan Općine Hercegovac slavi se 5. veljače. Današnja Općina konstituirana je 28. travnja 1993. godine, a Hercegovac se prvi puta spominje sa statusom općine 5. veljače 1886. godine. Općina Hercegovac ima razvijenu kulturnu, športsku suradnju s Gornjim Martincima iz Republike Mađarske, Jiricama iz Češke Republike te mjestima Škabrnjom iz Ravnih kotara u Hrvatskoj, a gospodarski s gradom Jajcem iz Bosne i Hercegovine.

## Gospodarstvo
1903. godine osnovana je tvrtka, preteča tvornice strojeva i ljevaonica željeza Metala. Od 1979. godine u sastavu TPK je tvornica strojeva i ljevaonica željeza Metal. Od 1992. je u sastavu grupe Zagreb-Montaže te posluje pod imenom ZM-Metal.

## Poznate osobe
- Ivo Robić – pjevač, rođen u Velikoj Trnavi iako je i sam za života govorio da je rodom iz Garešnice.
- Slavko Kolar – književnik (Palešnik, 1891. – 1963.)
- Ivan Dončević – pjesnik (Velika Trnava, 1909. – 1982.)
- Dragica Cvek – Jordan – akademska slikarica (Velika Trnava, 1937.)
- Josip Zeman – kipar (Palešnik, 1927.)
- Josip Samaržija, hrvatski rukometni trener
- Božo Volić – nogometni sudac

## Spomenici i znamenitosti
- Crkva sv. Stjepana kralja u Hercegovcu
- Crkva sv. Lovre u Palešniku
- Crkva sv. Ladislava u Ladislavu
- Kapela u Ilovskom Klokočevcu

## Obrazovanje
- Osnovna škola Slavka Kolara

## Kultura
Dani hrvatskog pučkog teatra
Od 1994. godine u organizaciji Hrvatske čitaonice održavaju se dani hrvatskog pučkog teatra. Na njima sudjeluju amaterske kazališne skupine iz Hrvatske, te kazališne skupine hrvatskih manjina iz ostalih europskih zemalja.
Po podacima iz 2004. u 10 godina održavanja manifestacije u Hercegovcu je boravilo 1200 Hrvata iz Europe te preko 20 kazališnih skupina (iz Austrije, Bosne i Hercegovine, Mađarske, Njemačke, Rumunjske, Srbije i Crne Gore).
Zlatni slavuj Hercegovca i Mikrofon je vaš
Pjevačka natjecanja djece osnovnoškolskog uzrasta koja se održavaju već desetak godina.

## Šport
1994. godine u Općini Hercegovac osnovana je Zajednica športskih udruga Općine Hercegovac. Osnovana je sa zadaćom djelovanja na razvitku i promicanju svekolikog športa, posebice među djecom i mladima te promicanju odgojnih funkcija športa, razumijevanju, tolerancije i odgovornosti kroz bavljenjem športom. Slogan ZŠU je da mladost predstavlja budućnost te da treba odgajati fizički i moralno zdrave osobe. ZŠU je temeljna zajednica udruga s područja Općine Hercegovac te okuplja 7 športskih udruga.
Udruga je pokrovitelj športskih manifestacija:
1. Indoor Cup dvoranski nogometni turnir početnika – prva subota u veljači
2. Proglašenje najboljeg športaša, športašice, športskog kolektiva, športske nade, kluba mladeži i djelatnika na području Općine – 5. veljače
3. Hercegovčanske mladosti – lipanj
4. Šahovskog turnira povodom Dana Općine (od 1992.) – veljača
5. Općinskog nogometnog kupa
6. Streljačkog kupa – kolovoz
7. Memorijalnog turnira Krejći-Nađ
8. I svih ostalih manifestacija

### Športske udruge
- ŠŠD "Dinamo", osnovan je 1961. godine na inicijativu učiteljice Matice Vide, njezin rad nastavlja učitelj Milivoj Fičko 1963. – 1973. Od 1973. godine vodi ga učitelj Josip Arefijev. Društvo se natječe na međuopćinskim, županijskim i državnim natjecanjima. Bio je organizator i domaćin brojnih natjecanja, a posebno se ističe organizacija Poludržavne završnice u nogometu za sjeverozapadnu Hrvatsku 1999. i 2000. godine te Državne završnice u nogometu 2000. godine. Društvo nema športske dvorane. Klub postiže zapažene rezultate na natjecanjima. Društvo je dobitnik brojnih priznanja i plaketa za postignute uspjehe i rad. Proglašavan je i športskim kolektivom Općine Hercegovac za 1995., 1999. i 2003. godinu.
- NK "Hajduk", osnovan je 1923. godine. Klub nikada nije mijenjao ime u svojoj povijesti. Natječe se sa svim selekcijama u 1. županijskoj nogometnoj ligi Bjelovarsko-bilogorske županije. U klubu djeluju momčadi: seniorska, juniorska, stariji pioniri, mlađi pioniri, limači i početnici, pored njih djeluje i natječe se i momčad veterana. Klub je organizator tradicionalnog Međunarodnog nogometnog turnira mlađih pionira "Hercegovčanska Mladost" na kojem sudjeluje 16 momčadi iz 8 županija i 3 države. Do sada je održano 6 turnira, a sudjelovale su i ove momčadi: Varteksa, Slaven Belupa, Kamen Ingrada, Marsonije, Hrvatskog dragovoljca, Suhopolja, Haška te brojni drugoligaši, županijski ligaši i momčadi iz Mađarske i Bosne i Hercegovine. Pored toga organizator je Indoor Cupa dvoranskog prvenstva početnika. Klub posjeduje nogometni teren koji je osvijetljen te objekt sa svlačionicama za seniorske momčadi i četiri svlačionice i dvije kupaonice za potrebe nogometne škole. Pored toga ima društvene prostorije. Klub je dobitnik brojnih priznanja i proglašavan je športskim kolektivom Općine Hercegovac 2001., 2005., 2006. Juniori 1996., 1997., Pioniri 2000., godine Seniori 2004.
- NK Lasta Palešnik, igra u II. županijskoj nogometnoj ligi. Također ima uređen teren i uređene klupske prostorije, a u tijeku je postavljanje umjetne rasvjete.
- MNK "Juventus" Velika Trnava, udruga je koja se natjecala i u II. maloj nogometnoj ligi no zbog nedostatka dvorane bila je prisiljena zamrznuti svoj satatus 2003. godine. Imala je seniorsku i pionirsku ekipu.
- Športsko ribolovno društvo "Šaran", djeluje na športskom ribnjaku u Ilovskom Klokočevcu. Društvo je kao udruga počela aktivno djelovati 2000. godine. Članovi se ne natječu na ribolovnim natjecanjima.
- Streljačko društvo "Hercegovac", osnovano je 1993. godine s ciljem njegovanja streljačkog športa. Aktivno sudjeluju na županijskom natjecanju u disciplini Trap (glineni golubovi). Višestruki su prvaci Županije, a proglašavani su športskim kolektivom Općine 1998. i 2002. godine.
- Šahovsko društvo "Braslav Rabar" Hercegovac, osnovano je 12. kolovoza 1992. godine te se natječe u III šahovskoj ligi. Organizatori su Šahovskog turnira povodom Dana Općine u veljači te organizatori Memorijalnog turnira "Braslav Rabar".
- ŽNK Hajduk Hercegovac, osnovan 2009. godine i do 2013. godine djelovao je pod imenom Opća opasnost a od 2013. godine u sklopu nogometnoga kluba Hajduk Hercegovac.

## Vanjske poveznice
- Službene stranice općine Hercegovac
- Osnovna škola Slavka Kolara Hercegovac  Arhivirana inačica izvorne stranice od 4. rujna 2011. (Wayback Machine)